# Outer Silver Pit
Outer Silver Pit är en dalgång på Nordsjöns botten öster om Storbritannien. Den ligger cirka 300 km nordost om London.